# Агент Джонни Инглиш
«Агент Джонни Инглиш» (англ. Johnny English) — британская кинокомедия 2003 года, пародирующая фильмы о шпионах-суперагентах, в первую очередь о Джеймсе Бонде. В главных ролях снялись Роуэн Аткинсон и Джон Малкович.

## Сюжет
Французский миллиардер и лучший друг Великобритании Паскаль Соваж (Джон Малкович) задумал стать королём Великобритании, планируя превратить остров в самую большую тюрьму в мире, за содержание преступников в которой прочие государства будут платить большие деньги.
Джонни Инглиш (Роуэн Аткинсон) — скромный служащий канцелярии в британской спецслужбе MI7, лишь формально числящийся оперативным агентом. Однако после ряда трагических происшествий, в которых виноват в том числе и сам Инглиш, число британских спецагентов сокращается до самого Джонни Инглиша. Известно, что на континенте зреет заговор, но детали остаются загадкой. Инглишу для раскрытия дела достаются помощник Баф, Aston Martin DB7 Vantage и коллега из Интерпола Лорна Кэмпбелл (Натали Имбрулья).

## В ролях
| Актёр               | Роль                        |
| ------------------- | --------------------------- |
| Роуэн Аткинсон      | Джонни Инглиш               |
| Джон Малкович       | Паскаль Соваж               |
| Натали Имбрулья     | Лорна Кэмпбелл              |
| Бен Миллер          | Баф «Ангус»                 |
| Оливер Форд Дэвис   | Архиепископ Кентерберийский |
| Таша ди Вашконселуш | графиня Александра          |
| Грег Уайз           | Агент № 1                   |
| Тим Пиготт-Смит     | Пегас, Глава MI7            |

## Съёмки
- Сцены, происходящие в Вестминстерском аббатстве, были сняты в соборе Сент-Олбанс. Интерьер (с телевизионным экраном, скрывающим орган Сент-Олбанса) явно соответствует Сент-Олбансу. Поющий хор в сцене коронации — это хор собора Сент-Олбанс[4].
- Экстерьер и интерьер во вступительной сцене сна находятся в Ментморских башнях.
- Внешний вид и интерьер штаб-квартиры MI7 — это Freemasons Hall в Лондоне[4].
- Внешний вид французского замка Соважа на самом деле является замком на вершине горы Сент-Майклс-Маунт в Корнуолле[4].

## Номинации
- 2003 — Премия European Film Awards
  - Зрительская награда в категории «Лучший актёр» — Роуэн Аткинсон